# Аяд бин Маръи бин Муса аль-Мугайди
Аяд бин Маръи бин Муса аль-Мугайди (араб.عائض بن مرعي) - Основатель эмирата Аль-Аяд. Является относительно важной личностью в истории Аравии и Ближнего востока.

## Биография и правление
Родился в апреле 1799 года, в семье Язидов из Асира. В 1831-1833 возглавил восстание против османов, основав Верхний Асир. Так-же был связан с Али бин Муджталом, фактическим правителем Асира, и сблизился с ним благодаря своей храбрости и хитрости.
Путь к власти начался после смерти бин Муджталя, когда он принял на себя ответственность за управление Верхним Асиром. В 1834 году, столкнувшись с вассальным шерифом Мекки и османами, он защитил свою землю и народ, сумев отразить их нападения. В 1835 году он захватил аль Дарб, затем расширил влияние на север в 1836 и в 1839 году взял под контроль Тихаму. К 1844 году подконтрольная ему территория достигла Таифа, и в 1848 году он осуществил успешное вторжение в Йемен, захватив столицу региона - Сану. Однако после кончины в 1857 году, его правление завершилось, оставив за собой наследие силы и независимости.

## Значение
Аяд бин Маръи бин Муса аль-Мугайди занимает важное место в истории Ближнего Востока как основатель эмирата Аль-Аяд и ключевая фигура в борьбе против османского владычества, чье наследие продолжает оказывать влияние на историю и культуру региона.